# Эстергом (комитат)
Эстергом (венг. Esztergom; словац. Ostrihom; нем. Gran) — небольшой исторический комитат в северо-западной части Венгерского королевства, расположенный по обоим берегам Дуная у впадения в него реки Грон. В настоящее время северная часть территории бывшего комитата на левом берегу Дуная входит в состав Нитранского края Словацкой республики, а южная — в состав медье Комаром-Эстергом Венгерской республики. Административным центром комитата являлся город Эстергом.
В дореволюционной русской исторической литературе комитат обычно именовали по немецкому названию: Гранский комитат. В советской и российской литературе, посвящённой истории Словакии, используется также словацкий вариант названия: Остригомская жупа или Остригомский комитат.

## География
Дунай делит комитат Эстергом на две примерно равные части. Южная часть комитата, на правом берегу Дуная, — гористая. Рельеф повышается от долины Дуная в южном направлении к горам Вертеш. Северная часть Эстергома представляет собой холмистую равнину. Северо-восточная граница комитата проходит по реке Грон, берущей начало в Карпатах и впадающей в Дунай напротив города Эстергом. Из населённых пунктов единственным достаточно крупным городом является его административный центр, Эстергом, один из древнейших городов Венгрии, родина Иштвана I Святого и резиденция архиепископа-примаса Венгрии. На правом берегу Дуная, практически напротив Эстергома, был расположен небольшой городок Паркань (современное название — Штурово), связанный со столицей комитата знаменитым эстергомским мостом. Общая площадь комитата составляла всего 1 077 км² (по состоянию на 1910 г.), что делало Эстергом одним из самых маленьких по площади комитатов Венгерского королевства. Эстергом граничил с комитатами Комаром, Барш, Хонт и Пешт-Пилиш-Шольт-Кишкун.
Почвенный покров комитата не отличался особенным плодородием, однако здесь выращивали кукурузу, овощи и виноград. Из месторождений полезных ископаемых на территории Эстергома наибольшую роль играли каменный уголь, мрамор, известь и цемент, добываемые здесь в значительных объёмах. В столице комитата находились винокуренные заводы, а также предприятия кожевенной и меховой промышленности.

## История

Герб комитата Эстергом

По-видимому, ещё в начале IX века на территории будущего комитата существовала одна из жуп Великоморавской державы с центром в городе Остригом. С приходом в Среднее Подунавье венгров эта область стала ядром складывающегося Венгерского государства, а город Эстергом превратился в резиденцию князя, а затем короля венгров. Король Иштван I Святой, который родился и короновался в Эстергоме, на рубеже X и XI веков создал Эстергомский комитат в границах бывшей славянской жупы. В самом городе было учреждено архиепископство, которое стало религиозным центров всего Венгерского королевства. Архиепископы Эстергомские на протяжении всего средневековья являлись правителями (ишпанами) Эстергомского комитата. В первой половине XVI века территория комитата подверглась вторжениям турок-османов, в 1543 г. турки захватили Эстергом и переправились на северный берег Дуная. На завоёванных территориях был создан Эстергомский санджак Османской империи. Во время Пятнадцатилетней войны в 1594 г. имперско-венгерские войска освободили Эстергом, однако в 1605 г. город и практически весь комитат вновь были захвачены турками. Комитатские органы власти переместились в Эршекуйвар (Нове-Замки). С началом в 1663 г. нового турецкого наступления последние институты Эстергомского комитата были ликвидированы. Лишь в 1691 г. территория комитата была окончательно освобождена от власти Османской империи, а комитатские органы восстановлены.
После поражения Австро-Венгрии в Первой мировой войне и её распада в 1918 г., согласно Трианонскому договору 1920 г. граница между Венгерской республикой и новообразованной Чехословакией прошла по Дунаю. В результате вся северная половина комитата на правом берегу Дуная была передана Чехословакии, а южная с городом Эстергом осталась в составе Венгерской республики.

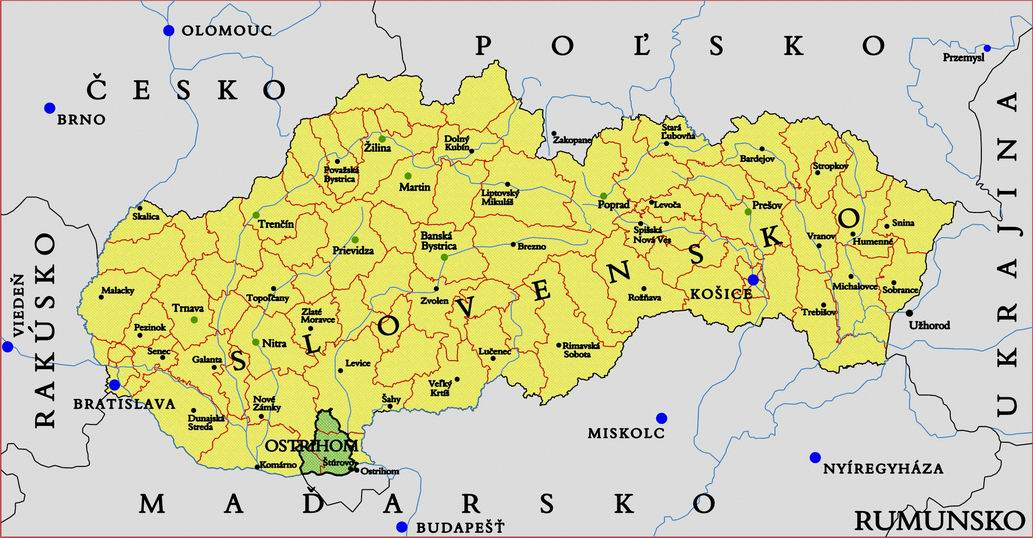
Положение словацкой части Эстергома на карте Словакии

Чехословацкая часть комитата была объединена с теми территориями бывших комитатов Дьёр и Комаром, которые были отторгнуты от Венгрии, и вошла в состав Комарненской жупы, в которой подавляющее большинство населения были этническими венграми. В начале 1923 г. Комарненская жупа была разделена и чехословацкая часть Эстергома отошла к Нитранской жупе. Венгерская часть комитата была объединена с южными областями комитата Комаром в медье Комаром-Эстергом. В 1938 г., по решению Первого венского арбитража, принятому под давлением Гитлера, чехословацкая часть комитата вновь была передана Венгрии. В результате был воссоздан Эстергомский комитат.
После Второй мировой войны граница между Чехословакией и Венгрией по Дунаю была восстановлена. Венгерская часть комитата вошла в медье Комаром с центром в Татабанье (с 1950 г.). В 1992 г. эта административная единица была переименована и в настоящее время носит название медье Комаром-Эстергом. Северная часть бывшего комитата в 1960—1990 г. входила в состав Западнословацкого края Чехословацкой социалистической республики, а после распада Чехословакии в 1993 г. вошла в состав Словакии. В настоящее время земли бывшего комитата относятся к Комарненскому, Новозамоцкому и Левицкому округам Нитранского края.
Словацкая часть комитата Эстергом неформально относится к исторической области Подунайско, для которой характерна высокая доля венгров в этническом составе её населения.

## Население
Согласно переписи 1910 г. на территории комитата Комаром проживало 90 817 жителей, чей этнический состав распределялся следующим образом:
- венгры: 73 418 чел. (81 %);
- немцы: 9 455 чел. (10,4 %);
- словаки: 7 520 чел. (8,3 %).

Интересно, что 88 % словаков, проживающих в комитате, населяли южные регионы Эстергома, отошедшие в 1918 к Венгерской республике, тогда как на левом берегу Дуная доля словацкого населения не превышала 2,5 %.
В религиозном отношении население комитата относилось, по преимуществу, к Римско-католической церкви (84,8 %), тогда как численность кальвинистов лишь немногим превышала 11 % жителей. Евреи в Эстергоме составляли около 3 % жителей.

## Административное деление

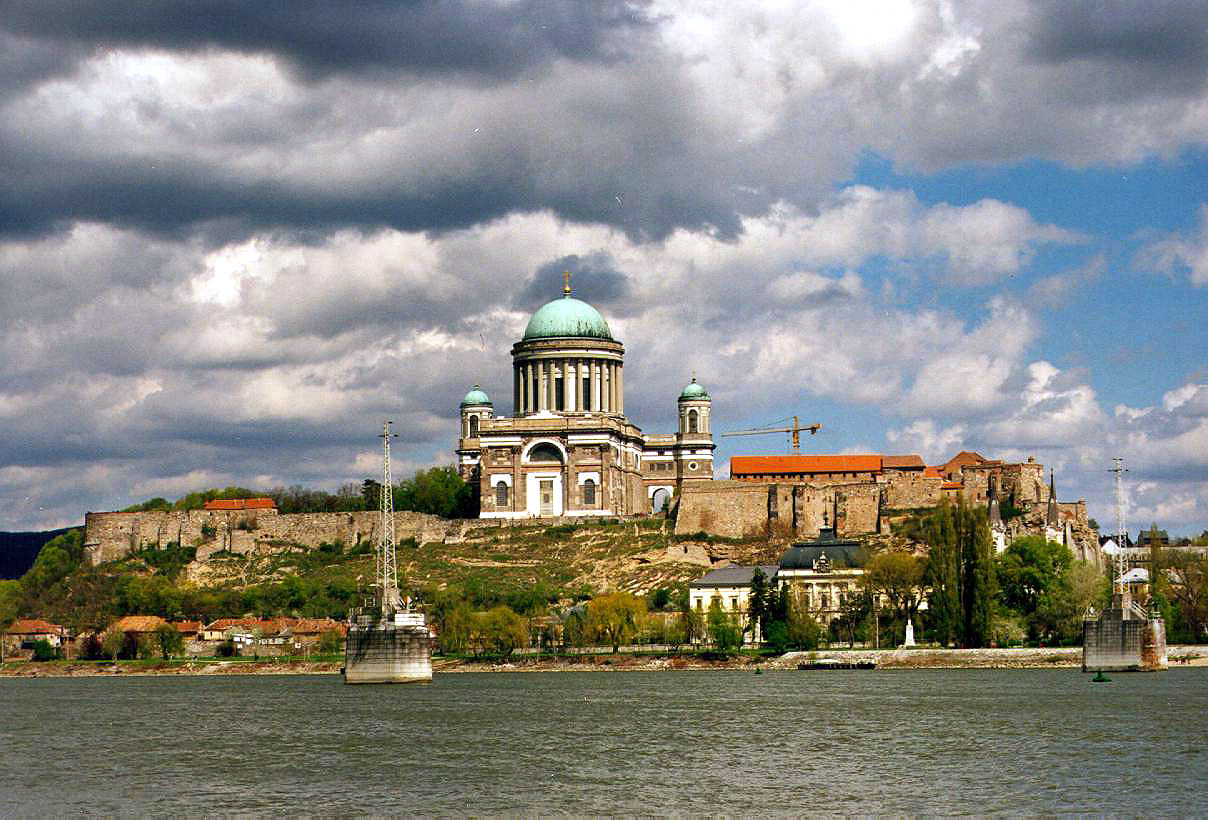
Эстергомский собор

В начале XX века в состав комитата входили следующие округа:
| Округа        | Округа            |
| Округ         | Адм. центр        |
| ------------- | ----------------- |
| Паркань       | Паркань (Штурово) |
| Эстергом      | Эстергом          |
| Муниципалитет |                   |
| Эстергом      |                   |